# Macbeth (Chélard)
Pour les articles homonymes, voir Macbeth.
Versions successives
Personnages
- Duncan, Roi d'Écosse
- Moina, sa fille
- Douglas, prince de Calédonie, son fiancé
- Macbeth, prince royal, général
- Lady Macbeth, sa femme
- Lenox, général de Macbeth
- Calton, leader écossais
- Oscar, Colman et Holdan, bardes écossais
- L'intendant du château d'Inverness
- Dougmor, guerrier écossais
- Ruda, Nona et Gröma, sorcières
- L'entourage du roi, les guerriers écossais, l'entourage de la princesse, les serviteurs de Lady Macbeth, les montagnards écossais, les gens (Chœur)

Macbeth est un opéra d'Hippolyte André Jean Baptiste Chélard sur un livret de Claude Joseph Rouget de Lisle, créé en 1827 à l'Opéra de Paris.
L'opéra est une adaptation libre de la pièce de théâtre de William Shakespeare. Certains personnages importants comme Banquo, Macduff et Malcolm sont absents, d'autres sont ajoutés. Seuls les deux premiers actes sont pris en compte et le déroulement est fortement modifié.
Une version révisée en traduction allemande de Cäsar Max Heigel est donnée à Munich le 20 juin 1828 et peu après divisée en quatre actes. La version en quatre actes est également jouée à Dresde le 10 janvier 1840. Une version en cinq actes, également en allemand, est jouée à Weimar le 20 octobre 1860.

## Argument

### Premier acte
Le camp de Macbeth sur une lande. Une forêt sombre s’élève en arrière-plan. Devant se trouve la tente du général. Des rochers abrupts limitent l'horizon.
Première scène. C'est la confusion parmi les soldats, car leur général Macbeth a disparu sans laisser de trace. Quand les trompettes retentissent du camp, ils s'y précipitent.
Deuxième scène. Douglas, Lenox, Calton, Dougmor et d'autres nobles, officiers et guerriers entrent. Douglas interroge Lenox sur la disparition de Macbeth et l'état de l'armée. Douglas soupçonne Macbeth d'avoir été kidnappé par des sorcières et demande aux soldats de le suivre jusqu'à leur domicile pour le libérer. Tout le monde s'enfuit.
Grotte dans le désert. À l'arrière-plan, il y a une ouverture spacieuse à travers laquelle on peut voir la forêt densément envahie.
Troisième scène. Les sorcières Ruda et Gröma préparent une incantation.
Quatrième scène. La troisième sorcière, Nona, apparaît dans l'ouverture et rapporte qu'elle a réussi à ensorceler Macbeth. Il est maintenant en route vers la grotte. Un chaudron magique surgit des profondeurs, les sorcières commencent à invoquer les esprits pour attirer Macbeth vers le vice et le crime. Finalement, elles se retirent dans les cavités latérales.
Cinquième scène. Macbeth se retrouve épuisé dans la grotte.
Sixième scène. Les sorcières saluent Macbeth comme le thegn du château de Cawdor et prophétisent qu'il remportera le trône. Ils disparaissent en un éclair.
Septième scène. Après quelques scrupules, Macbeth succombe à l'attrait de la couronne. Il hallucine et croit voir une couronne et un poignard. Des cors crient depuis la forêt.
Huitième apparition. Les guerriers écossais s'approchent en criant. Macbeth veut aller à leur rencontre.
Neuvième scène. Calton et quelques guerriers arrivent à l'entrée de la grotte, voient Macbeth et appellent les autres. Macbeth est soulagé de revoir son peuple. Calton rapporte que Douglas, le futur gendre du roi Duncan, est attendu.
Dixième scène. Douglas apparaît et dit à Macbeth que le roi l'a fait thegn de Cawdor. Le roi est maintenant en route vers le château de de Macbeth à Inverness pour y passer la nuit. Sa femme l'y attend également. Calton rassemble les guerriers qui entourent Douglas et Macbeth dans une liesse. Le soleil se lève et tout le monde part en chantant.

### Deuxième acte
Magnifique salle gothique du château de Macbeth à Inverness, décorée de manière festive avec des décorations florales. Sur les côtés se trouvent de grands chandeliers avec des torches en cire allumées. Au premier plan à gauche se trouve un trône royal, surmonté d'un riche dais. À droite une porte menant à la chambre du roi. Le fond est fermé par de hauts arcs brisés ; celui du milieu est recouvert d'un tapis richement tissé ; Des galeries à gauche et à droite mènent à l'intérieur du château.
Première scène. L'entourage du roi, Calton, les guerriers et les serviteurs sont à la fête. La chorale chante la vie joyeuse et le vin. Tout le monde se disperse dans les galeries.
Deuxième scène. Lady Macbeth sort de la galerie. Elle ne prend pas part à la joie générale, car elle a tout préparé pour l'assassinat du roi. Une potion magique est censée endormir Duncan et son entourage. Alors Macbeth devrait agir. Tandis que la chorale chante les louanges du roi Duncan dans les coulisses, elle pense à sa mort, à elle et au pouvoir futur de Macbeth.
Troisième scène. Macbeth s'approche tristement de sa femme. Ils parlent du comportement du roi, qui est complètement insouciant mais souhaite partir tôt le lendemain matin. Le meurtre doit donc avoir lieu cette nuit-là. Lady Macbeth exhorte son mari à surmonter ses scrupules et à tenter de remporter la couronne. Lorsque les châles et les chants des montagnards se font entendre au loin, tous deux s'enfuient. Les filles et les jeunes hommes entrent dans la salle avec étonnement et admirent ses riches bijoux, mais osent timidement s'avancer. Le bailli du château vient de la galerie de droite.
Quatrième scène. Le châtelain appelle les personnes présentes à célébrer jusqu'à l'arrivée du roi. Les compatriotes commencent les danses écossaises. Une marche solennelle se fait entendre au loin. Après le châtelain, les hérauts d'armes du roi, les musiciens avec dents et trompettes, une bande de guerriers, Oscar, Colmal, Haldan et plusieurs bardes, des nobles écossais avec le roi Duncan, Macbeth et sa femme et enfin Douglas et sa fiancée Moina s'installent. Les grands écossais portent un riche trône sur Duncan. Les gardes du corps du roi et les guerriers écossais concluent le mouvement.
Cinquième scène. Le roi monte sur le trône. Tout est disposé des deux côtés. Le chœur vante la vertu du roi. Duncan remercie Macbeth et sa femme pour l'accueil chaleureux et invite les personnes présentes à danser. S'ensuivent diverses danses, après quoi les bardes appellent à la prière. Tout le monde s'agenouille. Duncan se lève également du trône, s'agenouille et initie la prière, qui est reçue par les bardes et le peuple. Enfin, il réunit sa fille Moina avec son fiancé Douglas et le déclare son fils et successeur au trône. Alors que tout le monde fait la fête, Macbeth et sa femme sont bouleversés par cette évolution. Les personnes présentes le remarquent et tous deux ont du mal à se ressaisir. Enfin, Lady Macbeth les invite au banquet. Les gens sont calmés. Seul Duncan, méfiant, demande à Macbeth de prêter serment. Macbeth est d'accord. À ce moment, un coup de tonnerre retentit. Le mur arrière de la verrière sur le trône se déchire et dans l'ouverture, invisible de tous sauf Macbeth, les sorcières apparaissent dans un éclairage magique et brillant.
Sixième scène. L'une des sorcières porte une coupe de poison, la deuxième porte un poignard et la troisième montre à Macbeth la couronne brillante. Macbeth reste figé. Tous les regards sont tournés vers lui avec étonnement. Les sorcières avertissent Macbeth du serment et disparaissent à nouveau. La décision est prise pour lui lorsque Lady Macbeth appelle à nouveau pour le dîner. Cependant, les gens sont devenus méfiants. Duncan commence à ressentir les effets de la potion somnifère et a de mauvais prémonitions. Il demande à Douglas d'assurer le bonheur de sa fille, bénit les personnes présentes et est emmené par Moina et Douglas. Alors que tout le monde se retire, les bardes chantent à voix basse, demandant la paix pour le roi. Ils quittent enfin la salle.
Septième scène. Lady Macbeth appelle à nouveau son mari à agir. L'horloge du château sonne minuit. Comme Macbeth hésite encore, elle lui arrache le poignard et ouvre la porte de la chambre du roi. Cependant, elle recule, donne le poignard à Macbeth et le conduit dans la pièce. Il se précipite. À ce moment, un terrible coup de tonnerre gronde dans le palais.
Huitième scène. Macbeth, pâle comme la mort, sort en titubant de la chambre du roi avec le poignard ensanglanté. Des flammes s'élèvent derrière lui, et d'elles sort le groupe de sorcières avec des serpents et des torches, souriantes. Il s'affaisse sur les marches du trône. Les sorcières crient : « Le trône t'attend, Macbeth ! » Le rideau tombe. L'orage se poursuit pendant l'intermède suivant.

### Troisième acte
La même salle que dans l'acte précédent. Les fils des plantes pendent comme déchirés par une tempête. Presque toutes les lumières sont éteintes. Le jour commence à peine à devenir gris.
Première scène. La princesse Moina entre avec des dames et des pages portant des torches. Elle s'inquiète pour son père et veut le surveiller. L'entourage part à son signe.
Deuxième scène. Moina chante son amour pour la nature.
Troisième scène. Douglas entre. Il cherchait Moina avec anxiété. Ils se jurent amour et fidélité.
Quatrième scène. Les premières lumières rougeâtres du matin illuminent la galerie orientale (à gauche), et bientôt les flûtes et les châles jouent des chants entraînants. Des jeunes filles aux riches paniers de fleurs apparaissent sous le portique, accompagnées de bergers munis de cors des Alpes et d'autres instruments ruraux. Ils flottent avec des danses joyeuses pour saluer le roi à son réveil. Après avoir chanté des salutations ensemble, on entend un gémissement silencieux et perçant. Tout le monde écoute et tremble en retour. Une lumière est en mouvement au fond de la galerie à droite.
Cinquième scène. Lady Macbeth, en chemise de nuit, les cheveux au vent et les yeux fixes, un poignard à la ceinture, un lustre à la main, marche sans remarquer personne à travers les groupes figés de paysans et de guerriers qui se sont rassemblés tranquillement en arrière-plan lors de la précédente chœur, jusqu'au devant de la scène. Tout frémit loin d'elle. Lors de sa promenade nocturne, elle pose sa lampe sur la table devant le trône et tente en vain d'essuyer le sang de sa main. Douglas et les autres la regardent tranquillement alors qu'elle réfléchit à son crime et pensent qu'elle entend à nouveau l'horloge sonner minuit. Moina s'inquiète pour son père et lui envoie Douglas. Lady Macbeth a à moitié entendu ses paroles, tourne la tête et s'écrie : « Au roi ? Le roi Duncan ? Il est mort à cause de Macbeth. » Moina se précipite dans la chambre, suivie de Douglas et des femmes. Ils découvrent le roi assassiné. Lady Macbeth se réveille aux cris de terreur généraux et réalise désespérément sa situation.
Sixième scène. Douglas, Lenox, Calton et la chorale appellent à la vengeance.
Septième scène. Macbeth paraît pâle et secoué. Il s'efforce de cacher son inquiétude et demande quelle est la cause de ce bruit. Douglas lui parle de son crime. Macbeth nie d'abord, mais Lady Macbeth avoue résolument. Elle arrache le poignard de sa ceinture, le plonge dans sa poitrine, puis le tend en chancelant à Macbeth et s'enfonce, sans vie, sur les marches inférieures du trône. Macbeth veut se précipiter vers elle alors qu'il est envahi par une soif de vengeance. Il tire l'épée et attaque Douglas. Tout le monde essaie en vain de le défendre, mais Macbeth lui fait tomber l'épée des mains. Le prince tombe à terre. Macbeth lève son épée pour porter le coup final : le tonnerre gronde et le fantôme du roi Duncan apparaît entre Douglas et son vainqueur. Macbeth, choqué, laisse tomber son épée et regarde fixement. Il s'affale sur les marches du trône à côté du cadavre de son mari. La verrière s'ouvre à nouveau. Les sorcières émergent et se tiennent en groupe sur les marches supérieures du trône au-dessus des cadavres de la Dame et de Macbeth, qu'elles attachent avec des chaînes ou des bandes de serpents. Elles rient : « Vous avez maintenant atteint votre objectif. Vous n'avez toujours été qu'un jeu pour l'enfer et maintenant vous en êtes la proie. » Toutes les autres jettent des malédictions sur Macbeth. Pendant ce temps, l'esprit de Duncan est revenu. Le rideau de l'arc central se lève pour révéler une gloire rayonnante qui entoure le roi et le porte vers le haut. Douglas et les autres tombent à genoux et demandent pardon à Dieu. Les sorcières attachent Macbeth aux marches du trône et au corps de sa femme. Tandis que le chœur chante la chute de Macbeth, les marches du trône tremblent, oscillent et s'enfoncent dans le sol avec Macbeth, le cadavre et les sorcières. Des flammes rougeâtres jaillissent de la terre, tandis que l'esprit de Duncan flotte toujours dans des espaces lumineux au loin.

## Histoire
L'œuvre doit être présentée à l'Opéra de Paris le 17 mars 1824 au même moment que les triomphes de Gioachino Rossini. Selon une première suggestion de l'administration de l'opéra, Macbeth devrait être joué le 24 avril 1825. Mais il est ensuite remplacé par Le Siège de Corinthe de Rossini, dont la représentation est également retardée. Son Moïse et Pharaon marque le pas. La répétition générale de Macbeth a finalement lieu le 29 juin 1827. C'est un tel échec que le librettiste Rouget de Lisle préconise un nouveau report. Toutefois, cela n'est pas respecté. La première a lieu comme prévu le soir même. Ses craintes se confirment toutefois, l'opéra est un échec et annulé après seulement cinq représentations, alors même qu'on avait fait appel aux chanteurs de premier plan Henri-Bernard Dabadie, Prosper Dérivis, Adolphe Nourrit et Laure Cinti-Damoreau.
L'opéra est joué en allemand avec une traduction de Cäsar Max Heigel. La première a lieu à Munich le 25 août 1828 avec Nanette Schechner dans le rôle de Lady Macbeth. La version allemande est un succès. Selon un "rapport d'inspection du département des beaux-arts" en date du 30 juin, l'échec est imputé au livret original français, certaines faiblesses de la version française ayant été corrigées dans la traduction. L'opéra est ensuite divisé en quatre actes et joué sous cette forme le 10 janvier 1840 à Dresde. Une version en cinq actes, également en allemand, est jouée à Weimar le 20 octobre 1860.